# Ньетес, Донни

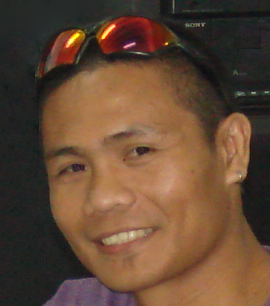
Ньетес в городе Баколод, Филиппины, 31 августа 2012 года.

Донни Ньетес (англ. Donnie Nietes), (род. 13 мая 1982 года в Мурсия, Западный Негрос, Филиппины) — филиппинский боксёр-профессионал, выступающий во второй наилегчайшей (до 52,1 кг) весовой категории. Он является чемпионом мира в четырех весовых категориях: ранее являлся обладателем титула WBO в минимальном весе с 2007 по 2011 год, титула WBO и журнала The Ring в первом наилегчайшем весе с 2011 по 2016 год, титула IBF в наилегчайшем весе с 2017 по 2018 год и титула WBO во втором наилегчайшем весе с 2018 по 2019 год. Он является самым продолжительным действующим филиппинским чемпионом мира по боксу, превзойдя в 2014 году рекорд, установленный в 1967 году членом Международного зала боксёрской славы Габриэлем Элорде. Он был одним из первых трех азиатских бойцов, завоевавших титулы чемпиона мира как минимум в четырех весовых категориях, наряду с филиппинцами Мэнни Пакьяо и Нонито Донайрэ.
По состоянию на октябрь 2019 года, он занимает третье место в мире среди лучших действующих боксеров во втором наилегчайшем весе по версии журнала The Ring и Transnational Boxing Rankings Board и четвертое по версии BoxRec.

## Прозвище
Он получил свое прозвище «Ахас», что на тагальском языке означает «Змея». Тони Альдегер отметил: «Донни получил прозвище „ахас“, когда работал помощником в спортзале ALA. Одной из его повседневных обязанностей было чистить змеиную яму с пятью большими питонами, и он был единственным человеком, у которого хватило смелости сделать это. Его кусали несколько раз. Но после того, как он подружился со змеями, его больше никогда не кусали. Однажды змея отложила 11 яиц, но выжило только одно. Донни позаботился об этой змее, и он это делает до сих пор. Так он получил свое прозвище.»

## Профессиональная карьера

### Ранние года
Он работал разнорабочим в ныне расформированном боксерском зале Антонио Лопеса Альдегера (ALA), прежде чем заняться боксом. В 2003 году в возрасте 20 лет он начал карьеру профессионального боксера. 22 мая 2004 года он выиграл титул чемпиона Федерации бокса Филиппин (PBF) в первом наилегчайшем весе против Джозефа Вилласиса техническим нокаутом в первом раунде. Ньетес был непобежденным, но 28 сентября 2004 года он проиграл в поединке против Ангки Ангкоты в 10 раундах раздельным решением судей. Ангкота весил на шесть фунтов больше положенного для этого боя.
24 ноября 2011 года Ньетес выиграл вакантный титул WBO в минимальном весе в Азиатско-Тихоокеанском регионе против Хери Амол из Индонезии нокаутом во втором раунде. Он дважды защищал титул против тайских боксеров Тонгтайлека Сор Танапиньо и Сакулпан Пакди Гим до боя за титул чемпиона мира в минимальном весе.

### Минимальный вес
30 сентября 2007 года Ньетес дрался с непобежденным Пунсават Кратингдаенггим из Таиланда за вакантный титул чемпиона мира по версии WBO в минимальном весе в отеле Waterfront-Cebu City Hotel, Себу, Филиппины. Хотя в четвертом раунде Ньетес сбил Кратингдаенггима с пола, тайский боксер сумел подняться до гонга. Поединок завершился единогласным решением судей в пользу Ньетеса.
Трижды он планировал защитить свой титул, но бои откладывались по неизвестным причинам. Из-за этого он рисковал быть лишенным пояса, поскольку правила WBO гласят, что чемпион должен защищать свой титул в течение года. После 11 месяцев 30 августа 2008 года, наконец, состоялся бой против Эдди Кастро (12-3-1). Ньетес выиграл бой во втором раунде техническим нокаутом.
28 февраля 2009 года Ньетес защитил свой титул во второй раз, одержав победу над Эриком Рамиресом единогласным решением судей.
12 сентября 2009 года в своей третьей защите Ньетес сразился с временным чемпионом Мануэлем Варгасом. Ньетес выиграл поединок раздельным решением судей.
23 января 2010 года он должен был защищать свой титул WBO в четвертый раз. После того, как пара оппонентов отказалась, Ньетес сразился с мексиканцем Хесусом Сильвестр. Но поскольку Сильвестр не попал в рейтинг WBO, бой длился всего 10 раундов. В поединке оба боксера выступили хорошо и выглядели сильными. В 10-м и последнем раунде Ньетес был объявлен победителем техническим нокаутом, когда Сильвестр остановился, чтобы попить воды во время боя, что было запрещено.
В своей четвертой защите титула Ньетес дрался с мексиканцем Марио Родригесом. Бой состоялся 14 августа 2010 года в Auditorio Luis Estrada Medina в Гуасаве, Синалоа, Мексика. Филиппинский боксер победил единогласным решением судей со счетом 119—109, 118—110 и 116—112.
Ньетес должен был защитить свой титул 12 марта 2011 года против обязательного претендента и бывшего чемпиона Рауля Гарсии (29-1-0). Однако менее чем за две недели до боя Ньетес объявил, что отказывается от своего титула чемпиона мира и меняет весовую категорию (набирает вес). 9 апреля 2011 года Ньетес столкнулся с Армандо Васкесом (18-5-0) и победил его нокаутом в первом раунде.

### Первый наилегчайший вес
8 октября 2011 года он победил мексиканца Рамона Гарсиа Хиралеса единогласным решением судей в 12 раундах и выиграл титул WBO в первом наилегчайшем весе. 2 июня 2012 года Ньетес защитил титул единогласным решением судей против Фелипе Сальгеро.
2 марта 2013 года Ньетес сохранил свой титул WBO в первом наилегчайшем весе против чемпиона WBO в минимальном весе Моисеса Фуэнтеса.
15 ноября 2014 года он успешно защитил свои титулы WBO и The Ring в первом наилегчайшем весе, одержав верх над Карлосом Веларде из Мексики в 7-м раунде. В тот же день Ньетес стал самым продолжительным действующим чемпионом мира из Филиппин, побив рекорд, ранее установленный Габриэлем Элорде.

### Наилегчайший вес
Побив рекорд Элорде, Ньетес успешно защитил свой титул еще четыре раза, прежде чем решил перейти в наилегчайший вес. Его первый бой в наилегчайшем весе состоялся 24 сентября 2016 года против бывшего чемпиона WBC во втором наилегчайшем весе Эдгара Сосы. 29 апреля 2017 года, когда он победил тайского боксера Комгрича Нантапека, Ньетес стал третьим филиппинским боксером, выигравшим титулы чемпиона мира в трех разных весовых категориях, наряду с филиппинцами Мэнни Пакьяо и Нонито Донайрэ. Он успешно защитил свой титул против обязательного претендента, аргентинца и бывшего чемпиона мира Хуана Карлоса Ревеко, выиграв техническим нокаутом в 7-м раунде боя. 14 июня 2018 года он впервые в своей карьере вошел в рейтинг pound for pound журналаThe Ring, заняв девятую строчку.

### Второй наилегчайший вес
Он дебютировал во втором наилегчайшем весе против филиппинского соотечественника Астона Паликте за вакантный титул WBO во втором наилегчайшем весе. Бой закончился ничьей раздельным решением судей: 118—110 у Ньетеса, 116—112 у Паликте и ничьей 114—114. Статистика подсчета ударов показала, что 36-летний Ньетес нанес 194 удара, на 70 больше, чем Паликте, его 40 процентов нанесенных ударов были почти в два раза точнее, чем у его соперника. Несмотря на то, что Ньетес не был побежден, ему было отказано в победе, которая поставила бы его рядом с Мэнни Пакьяо и Нонито Донайрэ, как единственные азиатские бойцы с титулами чемпиона мира как минимум в четырех весовых категориях. В конце концов, он выиграл тот же вакантный титул, победив Кадзуто Иоку раздельным решением судей, и стал третьим азиатом, завоевавшим титулы чемпиона мира в четырех весовых категориях.